# Joan de Ribera
Joan de Ribera, també conegut com el Patriarca Ribera (Sevilla, 27 de desembre de 1532 - València, 6 de gener de 1611) fou virrei de València (1602 - 1604) i arquebisbe de València (1569 - 1611).
El seu pare, Pedro Afán Enríquez de Ribera, va ser virrei de Nàpols i sa mare morí quan ell era molt menut. Joan de Ribera va estudiar a la Universitat de Salamanca. Quan tenia 30 anys, el Papa Pius IV el va nomenar bisbe de Badajoz. Allí es va dedicar amb tota la seua ànima a adoctrinar els catòlics i anar en contra del nou moviment dels protestants.
Va ser nomenat arquebisbe de València, després el rei el va nomenar virrei de València, i així va arribar a ésser al mateix temps cap religiós i cap civil del regne. Va utilitzar tot el seu poder civil i religiós per pressionar el rei cap a l'expulsió dels moriscos, que es va realitzar en 1609.
Va crear i va fundar el Reial Col·legi del Corpus Christi, conegut entre els valencians amb el nom de Col·legi del Patriarca, que va tenir com a comesa principal la formació de sacerdots segons l'esperit i les disposicions del Concili de Trento, tal com arreplega el mateix fundador en les constitucions, i es va convertir així en un exemple i paradigma de la Contrareforma a València. El clima religiós de la Contrareforma i la personalitat i el mecenatge artístic del fundador el van convertir en una de les figures més influents d'aquest període, ja que va arribar a ocupar els càrrecs d'arquebisbe de València, patriarca d'Antioquia, virrei, capità general, president de l'Audiència i canceller de la Universitat.
En 1597 va impulsar la fundació d'un orde religiós femení reformat, en la línia de les carmelites descalces. En no aconseguir que Teresa de Jesús fundés un convent a València (Joan de Ribera volia que quedés sota la jurisdicció episcopal, cosa que la santa fundadora volia evitar a totes les seves fundacions), ell mateix va fundar un orde, el de les Agustines Descalces, que seguia la regla de sant Agustí i les constitucions de les carmelites descalces. La primera fundació va ser la d'Alcoi, el 18 de desembre de 1597.
Va ser beatificat en 1796 i declarat sant pel papa Joan XXIII el 1960.

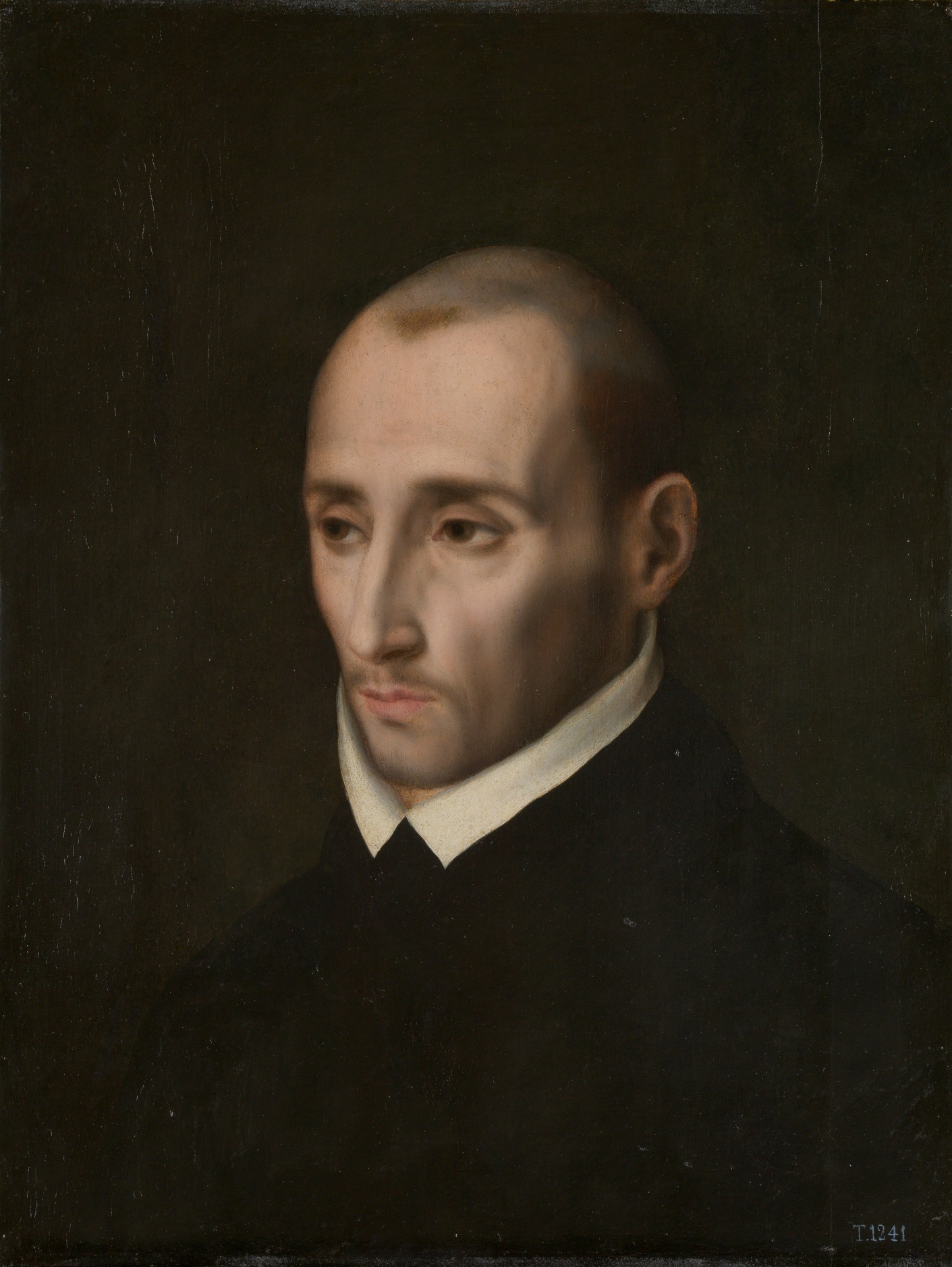
Joan de Ribera (1566), per Luis de Morales
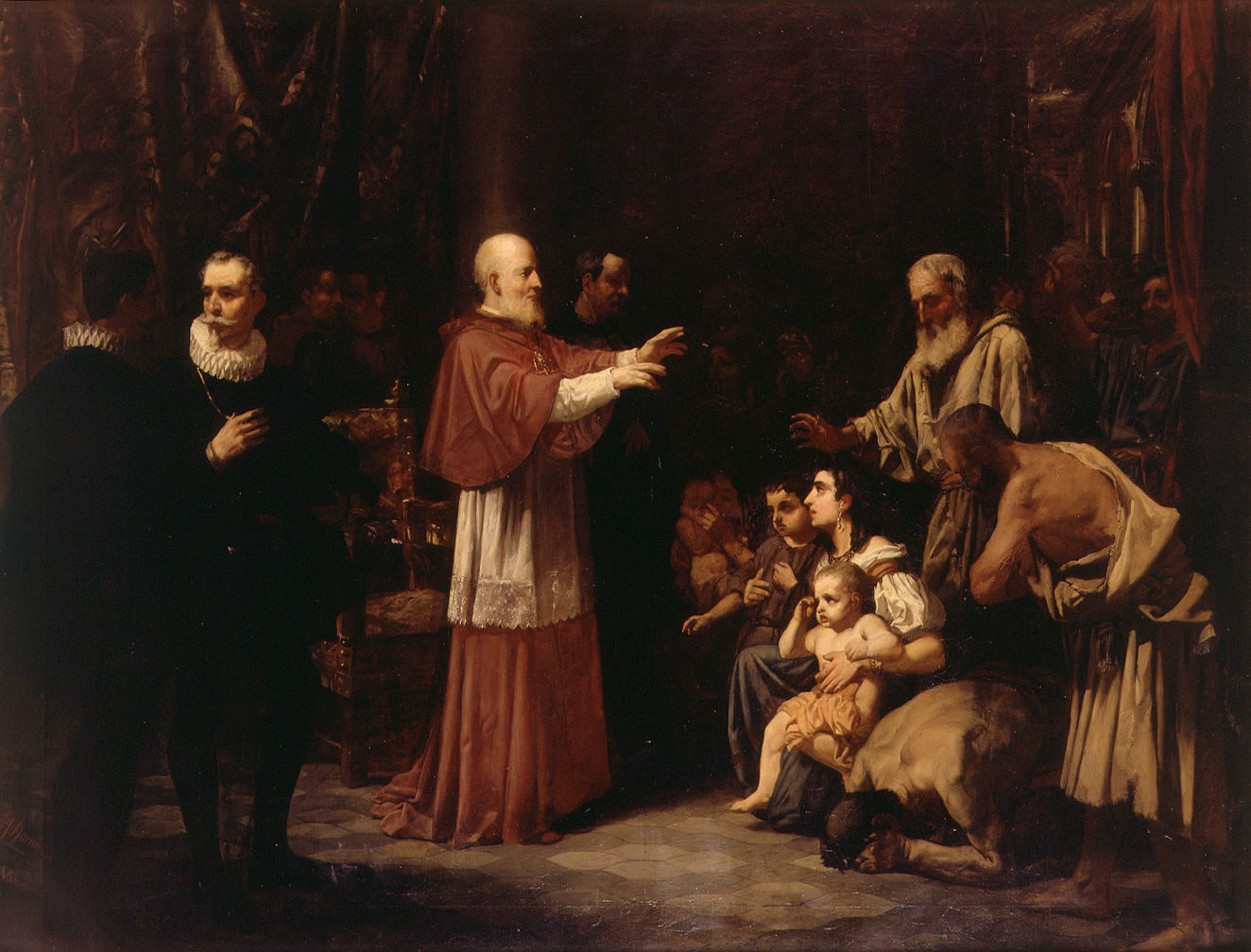
Proclamació de l'expulsió dels moriscos, pintura de Francesc Domingo Marqués, 1867 (València, Museu de Belles Arts)
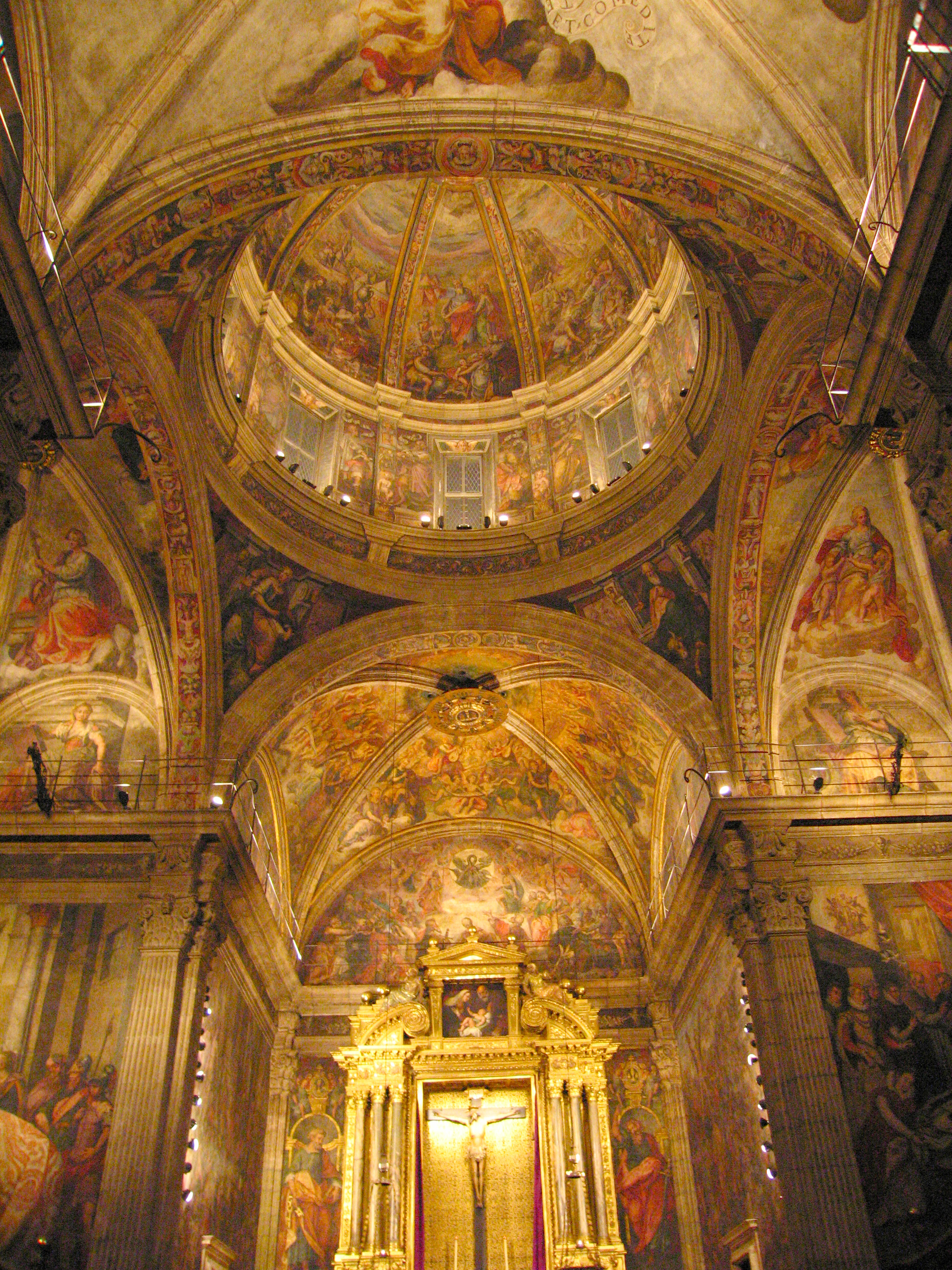
Capella del Col·legi del Corpus Christi, lloc d'enterrament del sant
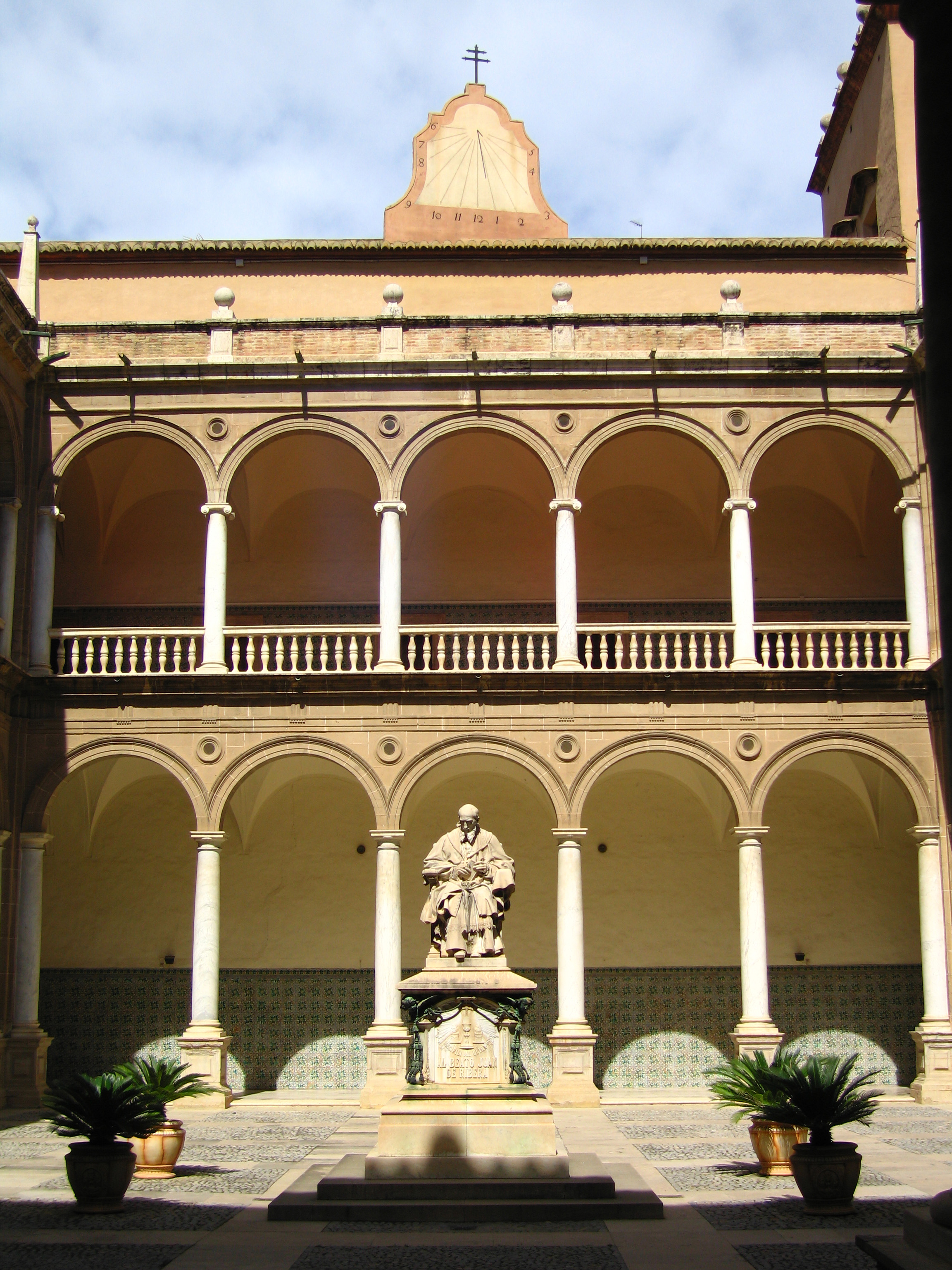
Pati del Col·legi del Corpus, fundat pel sant, amb el monument esculpit per Marià Benlliure